# Homalocephale calathocercos
Homalocephale (il cui nome dal greco significa "testa piatta"; ωμαλος/homalos ossia "piatto", e κεφαλή/kephalē ossia "testa") è un genere estinto di dinosauro ornithischio pachycephalosauride vissuto nel Cretaceo superiore, circa 80 milioni di anni fa (Campaniano), in quella che oggi è la Mongolia. Il genere contiene una singola specie, ossia H. calathocercos, descritta nel 1974 da Halszka Osmólska e Teresa Maryańska, sebbene la specie possa in realtà rappresentare un sinonimo, nonché forma giovanile, del genere Prenocephale. Homalocephale era un dinosauro che poteva raggiungere il 1,8 metri (6 piedi) di lunghezza e, come buona parte dei pachycephalosauri era erbivoro/onnivoro.

## Descrizione

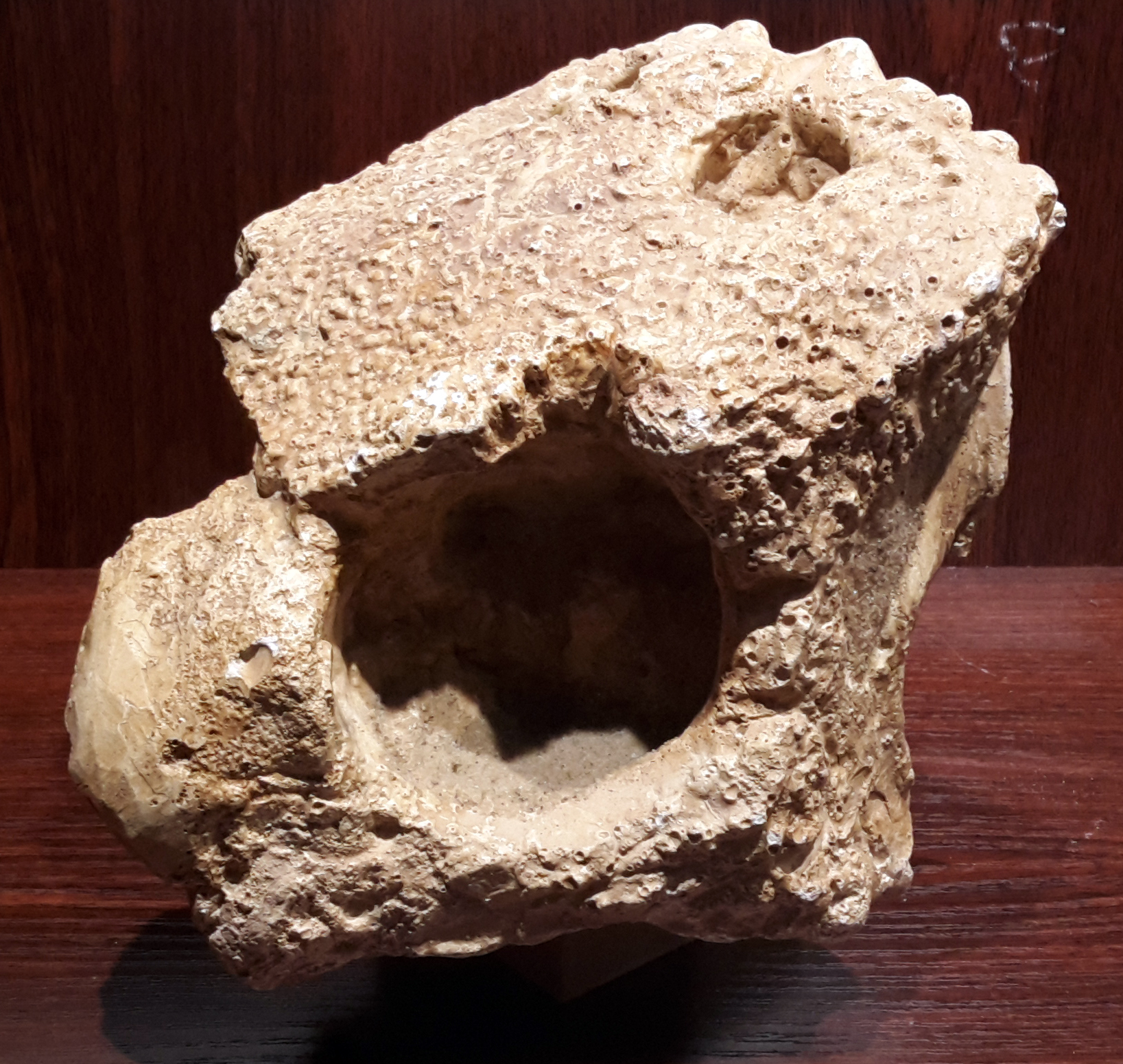
Replica del cranio olotipo

A differenza di altri pachycephalosauri sicuramente adulti (sebbene simili ai probabili esemplari giovanili riferiti a Dracorex e Goyocephale), Homalocephale sfoggiava un cranio a forma di cuneo il cui tetto era piatto, sebbene la superficie sia piuttosto ispessita.
La specie è anche nota per avere un bacino insolitamente ampio, caratteristica che ha portato alcuni paleontologi a suggerire che i fianchi larghi fossero un adattamento dell'animale alla viviparità, sebbene tale ipotesi sia stata respinta da numerosi studiosi. Altri hanno suggerito che la larghezza del bacino avesse la funzione di proteggere gli organi vitali dai possibili urti laterali, ipotizzati come metodo di disputa territoriale tra i pachycephalosauri. Homalocephale possedeva anche arti posteriori piuttosto lunghi, indicando un'andatura bipede veloce.
La specie tipo, H. calathocercos, è stata descritta sulla base di un cranio incompleto e materiale postcranico. L'esemplare presenta ampie aperture sulla parte superiore del cranio, una sutura fronto-parietale distinta, una fenestrae infratemporale bassa e lunga, e una grande cavità oculare rotonda. La fronte è notevolmente ruvida, con più noduli ai lati e sulla parte posteriore dell'osso squamoso. I paleontologi hanno concluso che l'esemplare era un adulto, nonostante le suture del cranio fossero distinguibili, e il cranio fosse piatto (un tratto associato all'immaturità in molte specie di pachycephalosauri). Nel 2010, uno studio di Nick Longrich e colleghi ha suggerito che i pachycephalosauri a testa piatta fossero solo forme giovanili degli adulti dalle caratteristiche teste a cupola, una visione supportata anche dalla precedente analisi di Horner e Goodwin, nel 2009. Longrich e colleghi hanno suggerito che Homalocephale sia in realtà lo stadio giovanile o subadulto di Prenocephale.